# 代滕貝格山
47°30′42″N 8°34′16″E / 47.511578°N 8.571°E

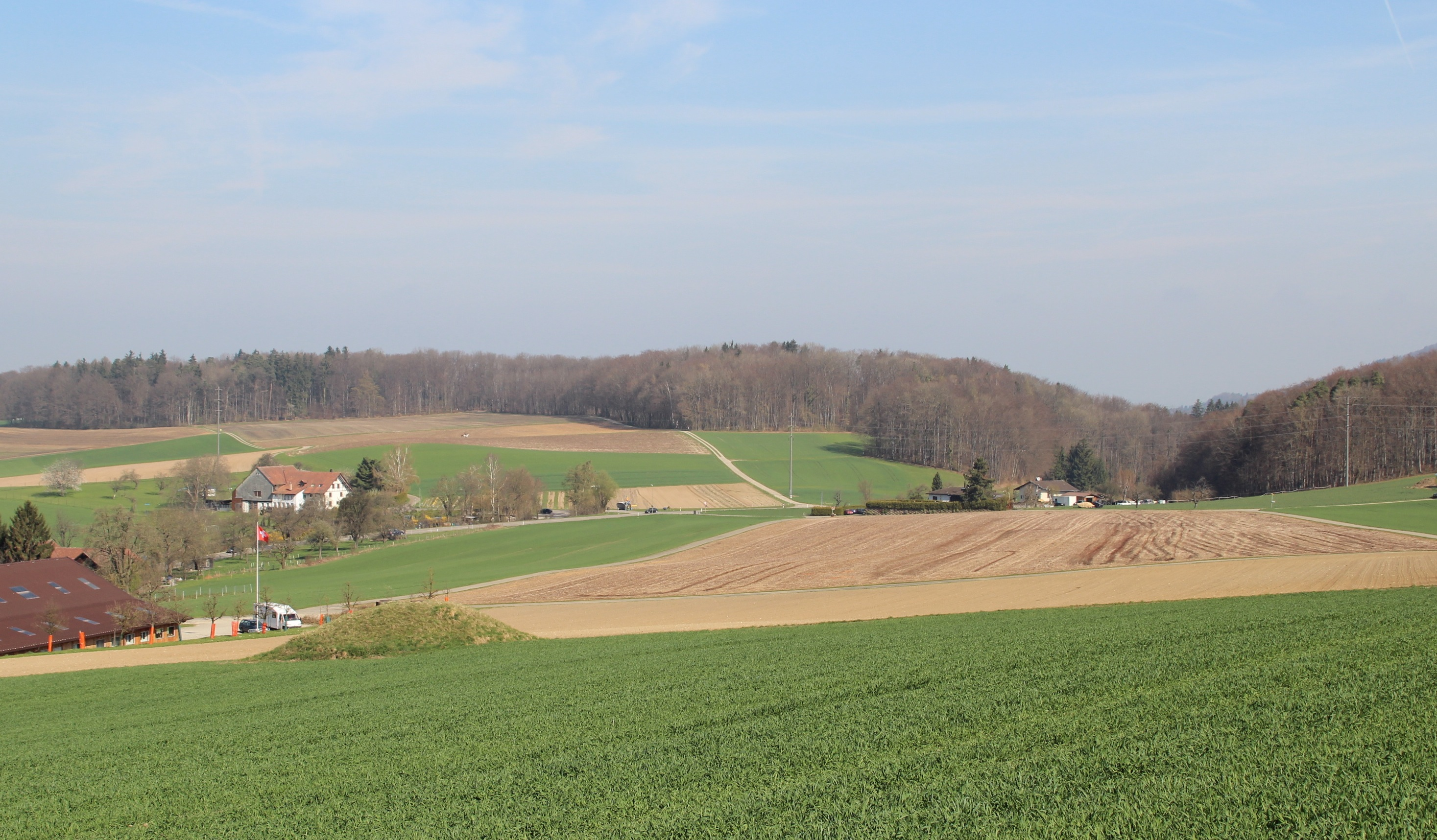

代滕貝格山（Dättenberg），是瑞士的山峰，位於該國北部，由蘇黎世州負責管轄，屬於瑞士高原的一部分，海拔高度597米，西部有幾座小型葡萄園。